# Michel Donnet
Pour les articles homonymes, voir Donnet.
Michel Donnet, né à Richmond le 1er avril 1917 et mort à Waterloo le 31 juillet 2013 , ou « Mike » Donnet, est un aviateur de la Force Aérienne belge et de la Royal Air Force britannique.

## Éléments Biographiques

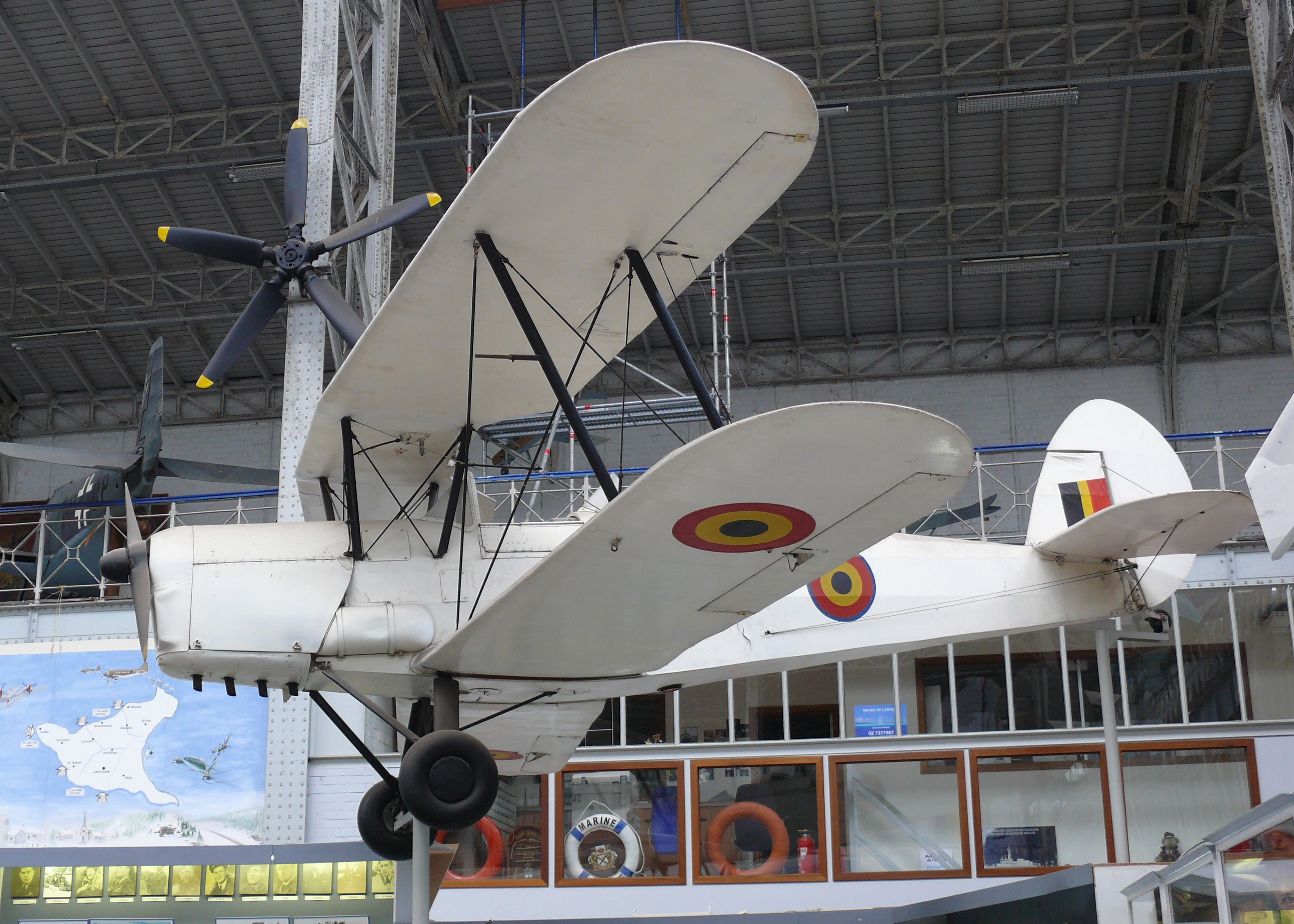
Réplique du Stampe SV-4b utilisé pour le passage en Angleterre aujourd'hui exposé dans le Musée royal de l'armée et de l'histoire militaire de Bruxelles.

Michel Donnet entre dans l'aviation militaire belge en 1938. Le 26 mars 1939, il est nommé sergent-pilote, et le 1er mars 1940, il signe pour une durée de service de trois ans supplémentaires. Michel Donnet vole alors sur un avion de reconnaissance Renard R.31 avec la 9e escadrille « Sioux Bleu » (9/V/1) du premier régiment d'aviation basé à Bierset avec 11 Renard R.31.

### Durant la Seconde Guerre mondiale
Après la capitulation de la Belgique face à l'Allemagne nazie au terme de la campagne des 18 jours, Mike Donnet souhaite continuer à combattre l'armée allemande. Avec son compagnon de promotion Léon Divoy et l’aide de la résistance belge, il remet en état un Stampe SV-4b remisé dans le hangar du château de Terblock, occupé par les Allemands, en y effectuant clandestinement des visites nocturnes. Au bout de trois mois, l'avion est prêt. Divoy et Donnet décollent dans la nuit du 4 au 5 juillet 1941 vers le Royaume-Uni. Ils rallient l'Angleterre après deux heures d'un vol mouvementé.
Le 24 juillet 1941, Donnet est intégré à la RAF où il effectue 375 missions et obtient quatre victoires aériennes durant ce conflit. En 1942, il commande le No. 64 Squadron RAF. En 1944, il obtient le grade de Wing Commander et commandera d'abord la 350e escadrille de mars à octobre 1944.

### Après la guerre
Après la guerre, il travaille à la réorganisation de l'aviation belge et occupe plusieurs postes au sein de l'Organisation du traité de l'Atlantique nord dont la présidence du comité de direction du projet de système OTAN de défense aérienne intégrée. En 1963, il est nommé général adjoint au chef d'état-major général des Forces armées belges.
En 1966, il reçoit le titre  de baron, transmissible au fils aîné (sa famille appartient à la noblesse depuis 1925). Sa devise en latin était: Per sempre ardua Pro Deo Patriaeque fideles, soit A travers les épreuves, toujours pour Dieu et les fidèles à la patrie.
Il devient attaché militaire de Belgique a l'ambassade belge au Royaume-Uni.
Lorsqu'il quitte le service actif dans l'armée belge en juillet 1975, représentant la Belgique au sein du Comité militaire de l'OTAN depuis 1972, il détient le grade de lieutenant-général et plus de 5 000 heures de vol.

## Distinctions

### Belgique
- Grand-officier de l'Ordre de Léopold
- Grand-officier de l'Ordre de la Couronne (Belgique)
- Commandeur de l'Ordre de Léopold II
- Croix militaire de première classe
- Croix de guerre (Belgique) avec quatre palmes
- Croix des évadés 1940-1945
- Médaille Commémorative de la guerre 40-45 avec sabres croisés
- Médaille du Prisonnier du Guerre 40-45 avec 1 barrette
- Médaille du Militaire Combattant 40-45

### France
- Chevalier de la Légion d'honneur
- Médaille de la France libérée

### Royaume-Uni
- Commandeur de l'Ordre royal de Victoria
- Distinguished Flying Cross (Royaume-Uni)
- Defence Medal 1939-45
- War Medal 1939-45
- The 1939-45 Star
- The Air Crew Europe Star
- The Atlantic Star
- Normandy Campaign Medal